# Heteroserica
Heteroserica är ett släkte av skalbaggar. Heteroserica ingår i familjen Melolonthidae.
Kladogram enligt Catalogue of Life:
| Heteroserica | \| \| Heteroserica paradoxa \| \| \| \| \| \| Heteroserica reticulata \| \| \| \| \| \| Heteroserica tridens \| \| \| \| |
|              | \| \| Heteroserica paradoxa \| \| \| \| \| \| Heteroserica reticulata \| \| \| \| \| \| Heteroserica tridens \| \| \| \| |
|              | Heteroserica paradoxa |
|              | |
|              | Heteroserica reticulata                                                                                                  |
|              | |
|              | Heteroserica tridens |
|              | |